# Personalordinariat
Ein Personalordinariat ist als Ordinariat eine der Partikularkirche gleichgestellte römisch-katholische Verwaltungseinheit. Bei den heute bestehenden Personalordinariaten handelt es sich ausschließlich um solche Einrichtungen, die für ehemals der anglikanischen und den Episkopalkirchen angehörende Gläubige und Gemeinden errichtet wurden, die zur römisch-katholischen Kirche übergetreten sind und sich dem Jurisdiktionsprimat des Papstes unterstellt haben. In den Ordinariaten soll ihnen ermöglicht werden, ihr besonderes anglikanisches Erbe weiterzuführen.
Die Grundlage für die Errichtung derartiger kirchlicher Organisationseinheiten für frühere Anglikaner bildete die von Papst Benedikt XVI. am 4. November 2009 erlassene Apostolischen Konstitution Anglicanorum coetibus.
Die erste Jurisdiktion als Personalordinariat wurde am 15. Januar 2011 mit dem Personalordinariat Unserer Lieben Frau von Walsingham für ehemalige Mitglieder der Church of England und der Church in Wales errichtet.
Am 1. Januar 2012 folgte mit dem Personalordinariat Kathedra Petri eine entsprechende Institution für Übertrittswillige in den Vereinigten Staaten (die vor allem aus der Episkopalkirche der Vereinigten Staaten von Amerika stammen) und Kanada und am 15. Juni 2012 mit dem Personalordinariat Unserer Lieben Frau vom Kreuz des Südens für übertrittswillige Anglikaner in Australien und Ozeanien.
In den Personalordinariaten gilt seit dem 29. November 2015 das Messbuch Divine Worship: The Missal, das die römische Messliturgie mit klassischen anglikanischen Gebetstexten variiert.
Die Personalordinariate sind exemt und unterstehen direkt dem Heiligen Stuhl.